# Theater Duisburg

Logo des Theaters Duisburg

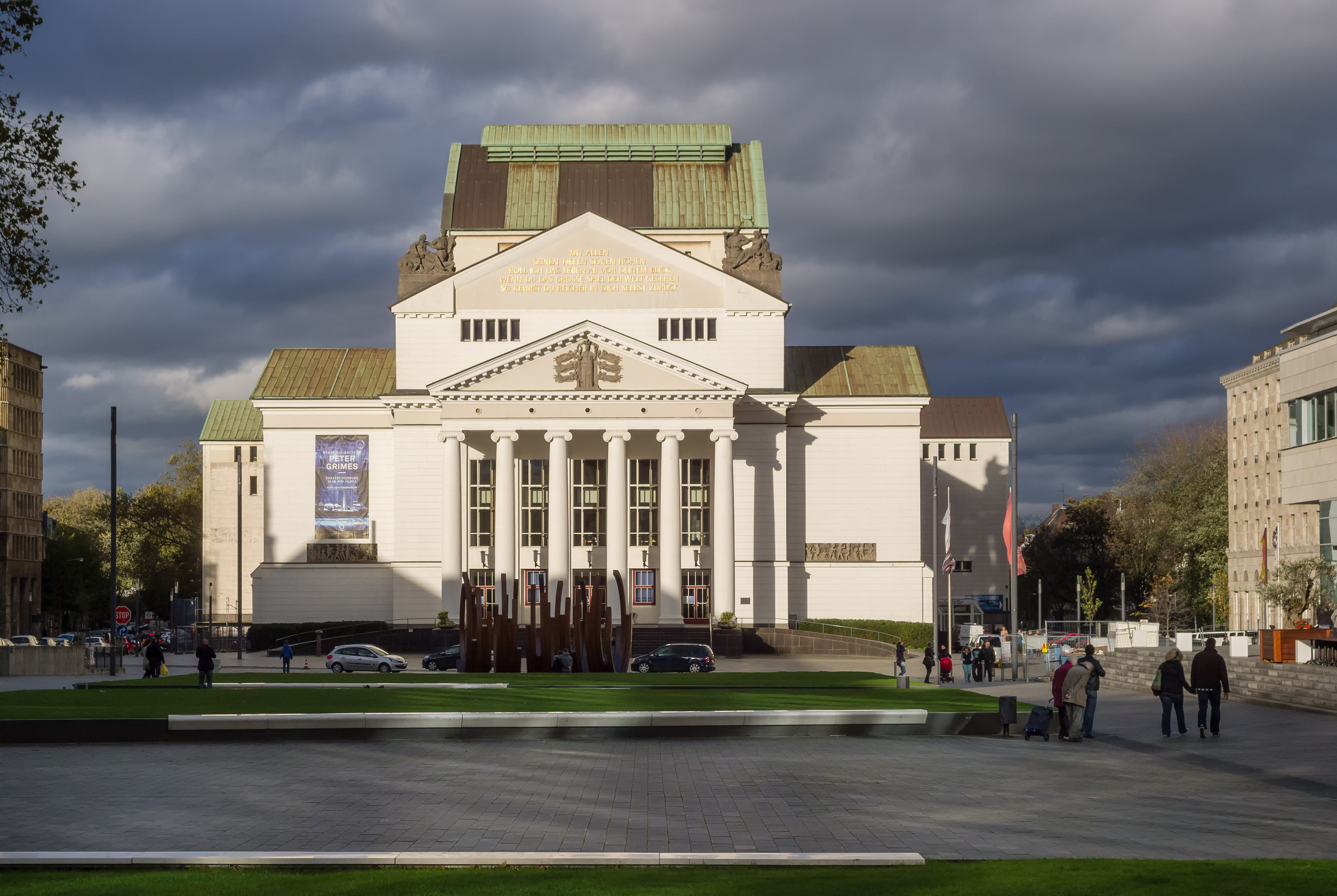
Theater vom König-Heinrich-Platz aus gesehen

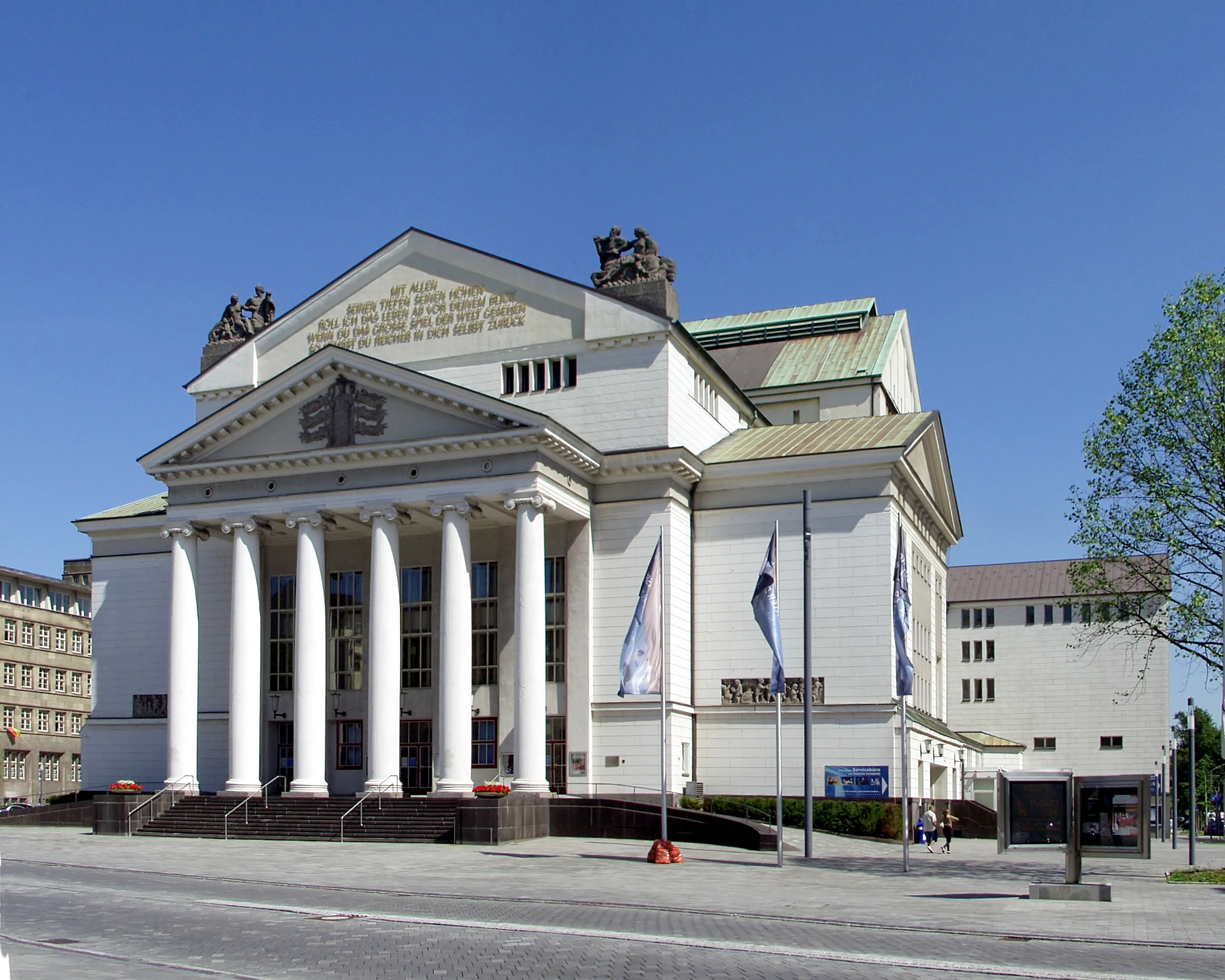
Theater Duisburg

Das Theater Duisburg in der Innenstadt von Duisburg wurde von 1911 bis 1912 im neoklassizistischen Stil nach einem Entwurf des Architekten Martin Dülfer errichtet. Es hat 1117 Plätze und steht trotz einiger Veränderungen seit 1985 unter Denkmalschutz. Es dient als Spielstätte der Deutschen Oper am Rhein, eines 1956 gegründeten Theaterverbundes der Städte Duisburg und Düsseldorf.
Das Theater hat ein eigenes Jugend-Schauspielensemble, arbeitet aber eng mit regionalen Häusern wie dem Schauspielhaus Bochum oder dem nur einige Kilometer entfernten Theater an der Ruhr zusammen.
Das im Theater beheimatete philharmonische Orchester, die Duisburger Philharmoniker, besteht seit 1877 und wird gegenwärtig von Axel Kober geleitet.

## Geschichte
Ab 1887 wurden Theateraufführungen, die vormals in verschiedenen Sälen stattfanden, in der damals neuerbauten Duisburger Tonhalle veranstaltet. Noch im selben Jahr schloss man sich mit dem Düsseldorfer Stadttheater zu einer Kooperation zusammen.
Auf Anregung des Duisburger Oberbürgermeisters Karl Lehr bildete sich 1902 ein Theaterbauverein, der innerhalb von fünf Jahren ausreichend Kapital für einen Theaterbau sammeln konnte. Im Jahr 1909 wurde ein Architektenwettbewerb durchgeführt, der auf einige wenige Architekten mit praktischen Erfahrungen im Theaterbau beschränkt war. Das Preisgericht sah die beiden Entwürfe von Martin Dülfer und Carl Moritz als gleichwertig an, so dass beide zu einer Überarbeitung aufgefordert wurden. Schließlich erhielt Dülfer wegen einer besseren städtebaulichen Einbindung seines Entwurfs den Auftrag.
Am 11. Mai 1911 erfolgte dann der erste Spatenstich auf dem Baugrundstück an der Neckarstraße, die feierliche Grundsteinlegung folgte am 27. Juni 1911 – bei strömendem Regen. Für Martin Dülfer, der an der Technischen Hochschule Dresden lehrte und schon drei viel beachtete Theaterbauten (in Meran, Dortmund und Lübeck) geschaffen hatte, übte sein Mitarbeiter Jakob Baudrexl die Bauleitung aus. Nach anderthalbjähriger Bauzeit wurde das Theater am 7. November 1912 feierlich eröffnet. Der reguläre Spielbetrieb startete am folgenden Tag. Ursprünglich fasste der Bau 1.650 Zuschauer. An der künstlerischen Ausschmückung des Gebäudes waren der Bildhauer Bruno Wollstädter und der Maler Alexander von Salzmann beteiligt. Den Frontgiebel des Stadttheaters ziert ein Zitat aus Friedrich Schillers „Huldigung der Künste“: Mit all seinen Tiefen, seinen Höhen roll ich das Leben ab vor deinem Blick. Wenn du das große Spiel der Welt gesehen, so kehrst du reicher in dich selbst zurück.
Die bestehende Partnerschaft mit dem Düsseldorfer Stadttheater wurde 1921 zugunsten eines Zusammenschlusses mit dem Bochumer Stadttheater aufgekündigt, der bis zur Spielzeit 1934/1935 bestand.
Durch den Bombenangriff auf Duisburg am 20. Dezember 1942 wurde das Theatergebäude schwer beschädigt, der Spielbetrieb musste auf verschiedene Bühnen im Umland ausweichen. Auf Wunsch der Duisburger Stadtverwaltung wurde 1943 mit dem Reichspropagandaministerium und der deutschen Administration des Reichsprotektorats Böhmen und Mähren ein Umzug nach Prag organisiert, wo bis Juli 1944 weitere Aufführungen stattfanden.

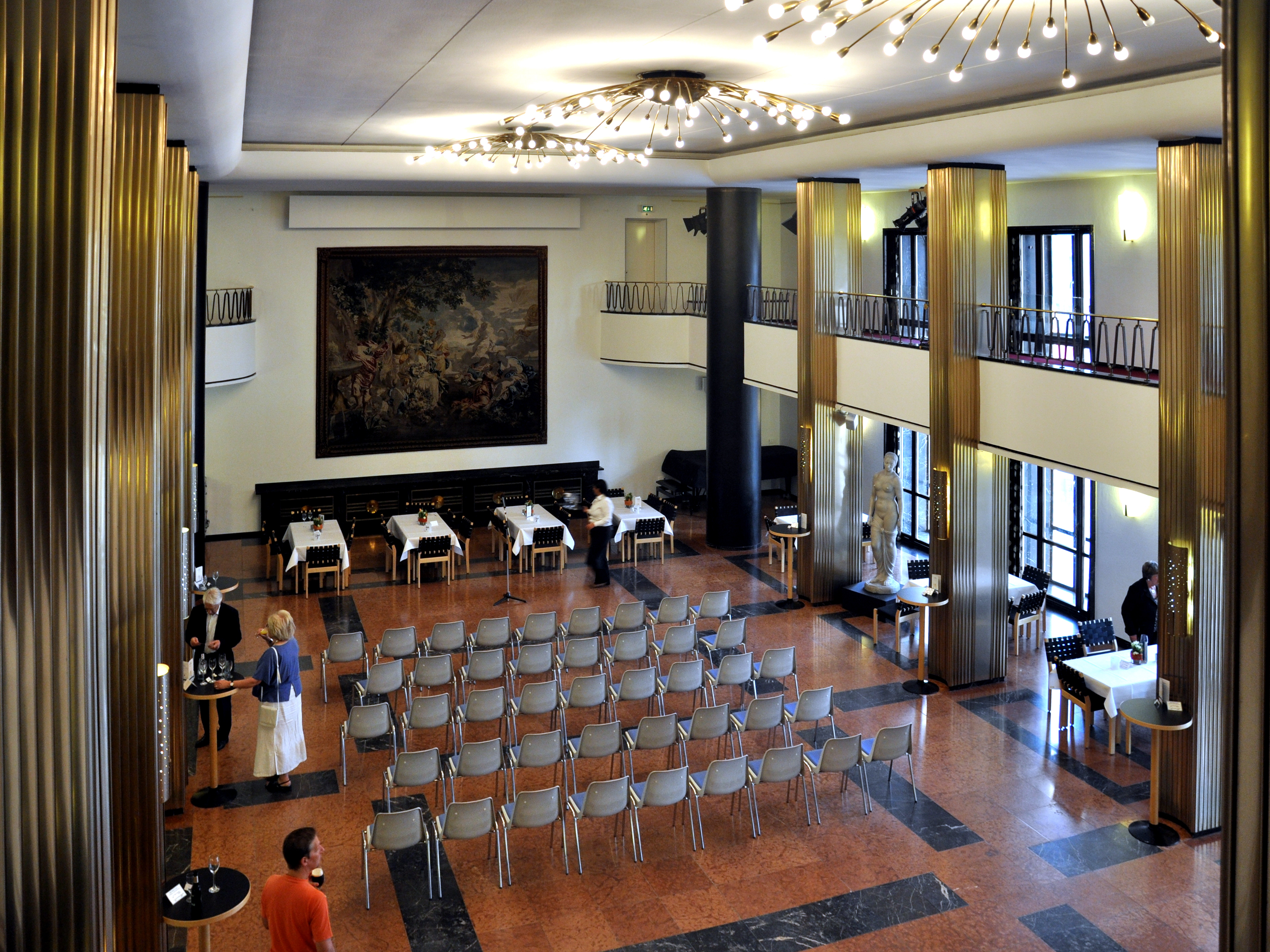
Foyer im Stil der 1950er Jahre

Nach Kriegsende wurde 1946 zunächst die Ruine durch ein Notdach gegen weiteren Verfall gesichert, außerdem wurde das Hauptfoyer des Theaters provisorisch instand gesetzt und für Theateraufführungen, überwiegend jedoch als Kino genutzt. 1949/1950 wurden Zuschauerraum und Proszenium so weit wiederhergestellt, dass sie für Konzerte und szenische Aufführungen nutzbar waren. In einer dritten Phase erfolgte 1951/1952 die Wiederherstellung des Bühnenhauses, wodurch die volle Funktionalität des Theaters erreicht war. 1954 wurden Foyer, Kassenhalle und Wandelgänge renoviert. 1959/1960 kam es zur Sanierung der Fassaden, nach kontroversen Diskussionen erhielten sie eine intensive rote Farbfassung, die in späteren Jahren durch den heutigen weißen Anstrich ersetzt wurde. Der gesamte Wiederaufbau des Theaters stand unter der Leitung des Architekten und städtischen Baudirektors Siegfried von Tiling († 1953), unter Mitwirkung von Friedrich Leykauf, Hermann Adolphi und anderen; als künstlerischer Berater wurde der prominente Düsseldorfer Architekt Emil Fahrenkamp hinzugezogen. Die Fassaden blieben weitgehend unverändert; die Innenräume, die im Gegensatz zu vielen anderen Theatern seit 1912 anscheinend nur wenig verändert worden waren, wurden nach zeitgemäßen Anschauungen umgebaut und modern ausgestattet.
Im Jahr 1956 schlossen sich die Theater Duisburg und Düsseldorf wieder zusammen – unter dem bis heute bestehenden Namen Deutsche Oper am Rhein.